# Szelidi-tó természetvédelmi terület

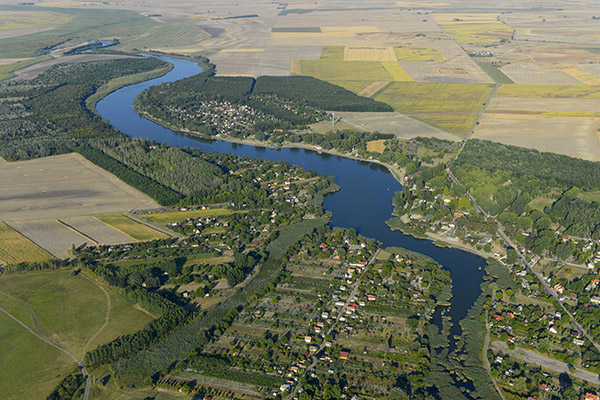
A Szelidi-tó légi felvételen

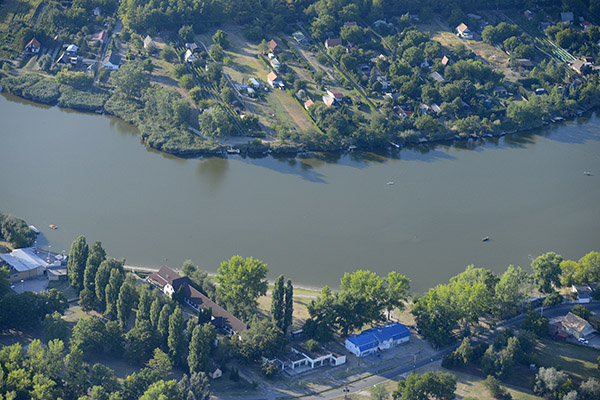
A Szelidi-tó a magasból fényképezve

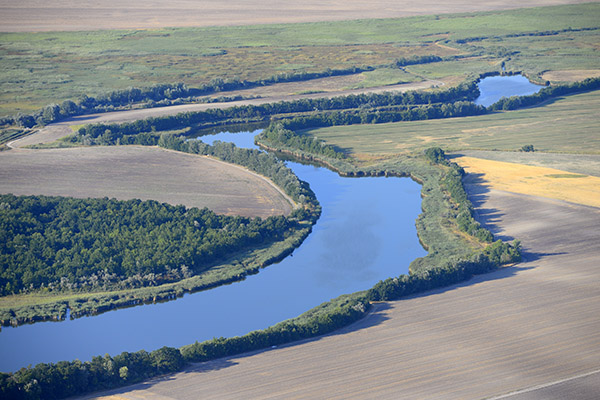
A Szelidi-tó a levegőből

A Szelidi-tó Bács-Kiskun vármegye egyik legjelentősebb turisztikai célpontja, Dunapataj nagyközség közelében, a település határain belül.

## Leírása, megközelítése
A Szelidi-tó 5 kilométer hosszú, 150–200 méter széles, 3–4 méter mély, vízfelülete megközelítőleg 80 hektár, ezzel hazánk ötödik legnagyobb természetes tava. Bács-Kiskun vármegye Kalocsai járásában, Dunapataj nagyközség külterületén található, mintegy 3 kilométerre Újtelek községtől északra, a Dunapatajt Szakmáron át Kalocsa keleti részeivel összekötő 5308-as útról letérve közelíthető meg. A tó déli partján, nyugalomba jutott futóhomok területein kellemes strandok kerültek kialakításra.

## Kékmoszat tanösvény
A Szelidi-tónál található 12 állomásból álló tanösvény bemutatja a tó keletkezését, a víz jellegzetességeit és a benne élő élőlényeket, valamint a környező területek élővilágát.
Hossza: 2400 m 

Nyelve: magyar, angol

Az útvonal jelzése: nyíl

Bejárható: egész évben, gyalogosan és kerékpárral

## Története
A tó a nevét a víz közvetlen közelében fekvő faluról, illetve annak pusztulása után a közelben elterülő szántóföldi művelésre alkalmas Szelid pusztáról kapta. Szelid falucska a török adóösszeírások szerint az 1540-es években 20-25 családból állt (kb. 100 fő), eszerint átlagos alföldi magyar falu lehetett, és valószínűleg kicsiny temploma is volt. A 16. század második felében elpusztult; határát onnantól, mint pusztát mindig a patajiak művelték és mindig Patajhoz tartozott.
Szelid neve a régi írásos forrásokban, oklevelekben két alakban szerepel: Szelid és Szilid. A pataji és környékbeli népnyelv a közelmúltig Szilidnek nevezte a pusztát és a tavat. A tó vize évszázadok óta gyógyhatásáról volt ismert, erről több száz éves jegyzőkönyvek tanúskodnak. Csekély halászat is folyt a tavon hagyományos eszközökkel és módon. A tó környékén, főként a filoxéra pusztítása után, jelentős volt a szőlőművelés. Kastélyát Csepegen Bencze Gábor szabadszállási földbirtokos építette egy szőlőbirtok és majorság központjában. Az államosítás után a kastélyt turista szállónak használták. Rendszeresített, bejegyzett fürdőként az 1920-30-as évektől használják, de a tó igazi felfutása és kiépítése az 1960-as évektől történik meg. 
A tavat még a Duna vize mélyítette ki évezredekkel ezelőtt. Jelenleg 5 kilométer hosszú, szélessége átlagosan 150–200 méter között mozog, átlagos vízmélysége 3–4 méter, vize nyáron akár 28 °C-ra is felmelegedhet, így fürdőzésre kiválóan alkalmas. A talajból sok nátrium-magnézium-karbonát és nátrium-jodid oldódik ki, ezért már a középkorban is sebgyógyításra használták, ma inkább idegrendszeri, hormonális és reumatikus bántalmak kezelésére ajánlják. Vize szagtalan (a gyógyfürdőkkel ellentétben), jelenleg még nem minősített gyógyvíz, ezért üdülőfalu létesült a környezetében.
A közelben található a  a Kastély Szálló.
A Szelidi-tavat 360 hektáros természetvédelmi terület övezi, ami növényi gazdagságával a Kiskunsági Nemzeti Park Igazgatóság egyik gyöngyszeme.